# San Pedro, Costa Rica
San Pedro är kommunhuvudort i Costa Rica.   De ligger i provinsen San José, i den centrala delen av landet, i huvudstaden San José. San Pedro ligger 1 199 meter över havet och antalet invånare är 27 477.
Terrängen runt San Pedro är kuperad åt sydost, men åt nordväst är den platt. Runt San Pedro är det mycket tätbefolkat, med 1 313 invånare per kvadratkilometer. Närmaste större samhälle är San José, 3,6 km väster om San Pedro. Runt San Pedro är det i huvudsak tätbebyggt.